# Kawerna „Kosocice”
Kawerna w Kosocicach – kawerna powstała w latach 1914–1915.
Rozciągłość kawerny w terenie wynosi około 150 m. Chodniki komunikacyjne posiadały ceglaną obudowę, natomiast komory obudowę mieszaną stalowo-drewnianą. Kawerna pełniła funkcje przede wszystkim magazynowe. W jej wnętrzach mieściły się również stajnie. W następstwie nieszczęśliwego wypadku, w latach 70. wejścia do kawerny zostały obsypane ziemią, a stropy zarwane.
Kawerna miała 3 wejścia: dwa zasypane wejścia od strony jaru (przy jednym z nich znajduje się pamiątkowa tablica) i jedno od strony ul. J. Osterwy w Krakowie.